# The Cyanide & Happiness Show
The Cyanide & Happiness Show es una serie estadounidense creada por Rob DenBleyker, Dave McElfatrick, Matt Melvin y Kris Wilson, los cuales también crearon los webcomics Cyanide & Happiness. Cada episodio consta de algunas historias cortas que tienen poca o ninguna conexión entre sí. 
La primera temporada se lanzó inicialmente en YouTube del 12 de noviembre de 2014 al 21 de enero de 2015. El programa fue adquirido más tarde por Seeso , que produjo la segunda y la tercera temporada antes de vender el programa a VRV a mediados de 2017.

## Producción
El equipo de Explosm ha estado creando videos cortos basados en Cyanide & Happiness durante años antes de trabajar en el programa completo. El canal de Explosm en YouTube tenía más de 3.6 millones de suscriptores y 490 millones de visitas antes de que The Cyanide & Happiness Show comenzara a transmitirse. Algunos de estos videos cortos, como "Junk Mail" y "Confession", han demostrado ser "abrumadoramente populares" entre los fanáticos del webcomic. 
The Cyanide & Happiness Show se financió a través de una campaña de Kickstarter a principios de 2013, donde recaudó un total de $ 770,309. Esto fue más de tres veces el objetivo inicial y rompió el récord de la mayoría del dinero financiado para una serie animada en Kickstarter. Entre las "ofrendas de regalo extravagantes" que se dieron a los patrocinadores de Kickstarter se encontraba un "viaje con todos los gastos pagados a Dallas para un Barana Bar Crawl repleto de un disfraz, cetro y corona de plátano".
Cuando el equipo de Explosm se sentó para planificar la primera temporada, se dieron cuenta de que el 50 por ciento de la escritura ya estaba hecha, con algunas ideas que tenían más de cinco años. Muchas de las historias utilizadas en The Cyanide and Happiness Show fueron el resultado de que el equipo trató de reírse mientras se encontraban en un bar. Debido a que Wilson vivía en Fort Collins, Colorado, se habían realizado numerosos viajes en avión y llamadas de Skype durante este proceso. A medida que el espectáculo comenzó a tomar forma, el equipo sacó puestos de gestión para sí mismos. McElfatrick fue puesto a cargo del arte, DenBleyker cubrió la animación y Wilson manejó el diseño de sonido y la actuación de voz, pero a medida que avanzaba el proyecto, estos roles se aflojaron. El equipo contrató colaboradores de los Estados Unidos, India y Corea del Sur para diversos procesos. 

## Lanzamiento
Los creadores originalmente intentaron negociar una serie de televisión con redes de cable, pero debido a las "preocupaciones sobre el compromiso artístico", sus esfuerzos fueron infructuosos. Uno de los creadores escribió:
El primer episodio de The Cyanide and Happiness Show se estrenó en un Alamo Drafthouse Cinema en Richardson, Texas, el 12 de noviembre de 2014. Los episodios de la serie se publican en YouTube, pero también están disponibles para descargas a bajo precio sin DRM. Estas descargas se publicaron poco antes de que los episodios se carguen en YouTube. Según los creadores, una vez comprados, las personas son libres de copiar, editar y difundir el material a su gusto.
La segunda temporada de The Cyanide and Happiness Show, que comenzó en diciembre de 2015, se puso a disposición a través del servicio de transmisión Seeso en lugar de YouTube. El vicepresidente senior de NBCUniversal Cable, Parra Hadden, señaló que, poco después de que se anunciara que The Cyanide and Happiness Show se realizaría en Seeso, el sitio web experimentó un gran aumento en el tráfico. Seeso renovó la serie para una tercera temporada más tarde en 2016. Debido a que Seeso planea cerrar a fines de 2017, el programa The Cyanide & Happiness se ha hecho disponible en el servicio de transmisión por secuencias VRV. 
En algunos países fuera de los Estados Unidos, la serie se transmite por televisión, como una serie de 22 minutos, que combina dos episodios en uno.
- Datos: Q22096213